# Åke Bungner
Åke Herman Holter Bungner, född 15 november 1907 i Rute församling, Gotlands län, död 25 januari 1976 i Bollnäs, var en svensk präst.
Bungner, som var son till kyrkoherde Arvid Leonard Jacobsson och Anna Mathilda Eriksson, blev student vid Uppsala universitet 1927, avlade teologisk-filosofisk examen 1929, blev teologie kandidat 1933 samt avlade praktisk-teologiska prov och prästvigdes samma år. Han blev därefter pastorsadjunkt i Adelsö församling, kyrkoadjunkt i Bollnäs församling 1937, komminister där 1942  och var kyrkoherde där 1957–1963. Åke Bungner är begravd på Bollnäs kyrkogård.